# 松江藩籐細工
松江藩籐細工（まつえはんとうざいく）は、島根県松江市で江戸末期から作り続けられている籐細工である。
2代目福太郎の考案した花結編を、当代の長崎 誠まで一子相伝で受け継いでいる。

## 歴史
初代の長崎仲蔵は松江藩の料理方で、参勤交代の際に江戸で習った技術を松江藩に持ち帰り制作を始めたことが始まりである。